# Nantes International 2024
Die Nantes International 2024 im Badminton fanden vom 13. bis zum 16. Juni 2024 in Rezé statt. Es war die dritte Auflage der Turnierserie.

## Medaillengewinner
| Disziplin    | Gold                            | Silber                             | Bronze                                    |
| ------------ | ------------------------------- | ---------------------------------- | ----------------------------------------- |
| Herreneinzel | Alex Lanier                     | Pablo Abián                        | Daniil Dubovenko                          |
| Herreneinzel | Alex Lanier                     | Pablo Abián                        | Joakim Oldorff                            |
| Dameneinzel  | Line Christophersen             | Amalie Schulz                      | Tasnim Mir                                |
| Dameneinzel  | Line Christophersen             | Amalie Schulz                      | Rosy Oktavia Pancasari                    |
| Herrendoppel | Andreas Søndergaard Jesper Toft | Rory Easton Alex Green             | Eloi Adam Léo Rossi                       |
| Herrendoppel | Andreas Søndergaard Jesper Toft | Rory Easton Alex Green             | Julien Maio William Villeger              |
| Damendoppel  | Chloe Birch Estelle van Leeuwen | Abbygael Harris Annie Lado         | Natasja P. Anthonisen Alyssa Tirtosentono |
| Damendoppel  | Chloe Birch Estelle van Leeuwen | Abbygael Harris Annie Lado         | Leona Michalski Thuc Phuong Nguyen        |
| Mixed        | Jesper Toft Amalie Magelund     | Callum Hemming Estelle van Leeuwen | Rohan Kapoor Ruthvika Shivani             |
| Mixed        | Jesper Toft Amalie Magelund     | Callum Hemming Estelle van Leeuwen | Ties van der Lecq Alyssa Tirtosentono     |